# White River (Washington)
Pour les articles homonymes, voir White River.
La rivière White (White River) est un cours d’eau de l’ouest de l’État de Washington au nord-ouest des États-Unis qui s’écoule sur les territoires des comtés de Pierce et de King. Longue de 120 km, elle prend sa source au niveau du mont Rainier avant de rejoindre le fleuve Puyallup. Ce dernier se dirige  vers l’ouest pour se déverser finalement dans le Puget Sound, un bras de mer de l’océan Pacifique.

## Géographie
La rivière prend sa source au nord-est du mont Rainier au niveau du glacier Emmons. La partie haute de la rivière est localisée à l’intérieur du parc national du mont Rainier. Elle entre ensuite dans la forêt nationale du Mont Baker-Snoqualmie. Son bassin hydrographique a une superficie de 1 279 km2
Parmi ses affluents se trouvent la West Fork White River en provenance du glacier Winthrop, la Greenwater River et la Clearwater River. La rivière est équipée du barrage Mud Mountain qui permet de réguler son débit. La rivière White passe ensuite dans les localités de Buckley et d’Enumclaw avant de rejoindre la réserve amérindienne de la tribu Muckleshoot. Elle se jette finalement dans le fleuve Puyallup.
Avant 1906, la rivière était un affluent du fleuve Duwamish qui se jette dans la baie Elliot près de Seattle. Une importante inondation et de gros dépôts de sédiments modifièrent le tracé de la rivière qui rejoint depuis le fleuve Puyallup. Pour éviter de nouvelles inondations, le barrage Mud Mountain fut construit.